# George D'Oyly
George D'Oyly (1778–1846) est un ecclésiastique et universitaire anglais, théologien et biographe.

## Biographie
Quatrième fils de Matthias D'Oyly, archidiacre de Lewes et recteur de Buxted, Sussex, il est né le 31 octobre 1778. Il est le frère de Thomas D'Oyly, sergent en droit, John D'Oyly, Sir Francis D'Oyly, tué à Waterloo et le major-général Henry D'Oyly. Il fréquente les écoles de Dorking, Putney et Kensington et, en 1796, il entre au Corpus Christi College de Cambridge. En 1800, il obtient un BA en tant que second wrangler et second Smith's prizeman, et en 1801 il obtient le prix pour l'essai latin. La même année, il est élu membre de son collège.
Ordonné diacre en 1802 par John Buckner, évêque de Chichester, et prêtre en 1803 par George Huntingford, évêque de Gloucester, D'Oyly est vicaire de son père pendant quelques mois en 1803, et en 1804 devient vicaire de Wrotham dans le Kent. De 1806 à 1809, il est modérateur à l'université de Cambridge, prédicateur spécial en 1809, 1810 et 1811, et surveillant en 1808.
En 1813, il est nommé aumônier domestique de Charles Manners-Sutton, archevêque de Cantorbéry. En 1815, il est présenté au presbytère de Hernhill dans le Kent, mais avant d'entrer en résidence, il est nommé, à la mort de son père, recteur de Buxted. En 1820, il accepte les presbytères de Lambeth, Surrey, et de Sundridge, Kent, et les conserve pour le reste de sa vie. En 1815, il est élu membre de la Royal Society .
D'Oyly meurt le 8 janvier 1846 et est enterré à l'église de Lambeth, où un monument est érigé à sa mémoire. Il est connu à son époque comme théologien ; il a également, en tant que recteur de Lambeth, ajouté treize lieux de culte à la paroisse. Il est trésorier de la Society for Promoting Christian Knowledge, membre du comité londonien de la Society for the Propagation of the Gospel, et l'un des principaux promoteurs de la création du King's College de Londres.

## Œuvres
En novembre 1811, alors BD, D'Oyly est nommé avocat chrétien de Hulsean et, à ce titre, attaque l'œuvre théiste de Sir William Drummond Œdipus Judaicus dans Letters to Sir William Drummond and Remarks on Sir William Drummond's Œdipus Judaicus (1813). Pendant son séjour à Cambridge, il contribue à la Quarterly Review (certains de ses articles sont mentionnés dans les mémoires de son fils précédés d'une édition des sermons de D'Oyly) .
D'Oyly publie également : 
- Deux discours prêchés devant l'Université de Cambridge sur la doctrine d'une providence particulière et l'unitarisme moderne (1812);
- une bible annotée, préparée avec Richard Mant pour la Society for Promoting Christian Knowledge ("D'Oyly and Mant's Bible") (1re édition, 1814, etc.; 2e édition, 1817; 3e édition, 1818);
- Vie de Mgr Sancroft, 2 vol. 1821;
- Sermons, principalement doctrinaux, avec notes, 1827.

Ses sermons prononcés à St. Mary's, Lambeth, sont publiés en 1847 en deux volumes, avec un mémoire de son fils, CJ D'Oyly. Certains de ses sermons et lettres sur des sujets ecclésiastiques sont publiés séparément. Sa lettre contre le système séculier d'éducation de l'Université de Londres adressée à Sir Robert Peel et signée "Christianus", est reconnue dans une résolution du conseil du King's College de Londres (13 février 1846) comme "donnant la première impulsion et direction à l'opinion publique", faisant de D'Oyly "pratiquement le fondateur du collège" .

## Famille
D'Oyly épouse Maria Frances, fille de William Bruere, l'un des principaux secrétaires du gouvernement indien.